# Premios Protagonistas
Los Premios Protagonistas del año son unos galardones que entregan anualmente las emisoras radiofónicas españolas Onda Rambla y Punto Radio (hasta 2003 lo hizo Onda Cero) a los profesionales más destacados en distintas disciplinas. Los premios fueron creados en 1997 por Luis del Olmo, director y presentador del programa radiofónico Protagonistas, emitido por dichas emisoras.
La ceremonia de entrega, que tiene lugar en Barcelona a finales de cada año, suele reunir a más de un millar de invitados, incluyendo a destacados dirigentes políticos y de la sociedad civil. El acto es conocido popularmente como El Botillo, ya que durante el almuerzo se sirve este típico embutido leonés, acompañado de otros alimentos tradicionales de El Bierzo, tierra natal de Luis del Olmo.

## Palmarés

### XV Edición (2011)
- Periodismo: Ana Pastor ('Los Desayunos de TVE')
- Presentador de Televisión: Jordi González ('La Noria')
- Protagonista en Serie de Televisión: Juanjo Artero ('El Barco')
- Humor: Carlos Latre
- Cine: José Coronado
- Radio: Jaume Segalés
- Empresa: Antonio Vázquez de Iberia
- Literatura: Albert Espinosa
- Trayectoria Profesional: Jaume Arias (La Vanguardia)
- Mejor Trayectoria Artística: Isabel Pantoja
- Música: José María Sanz Beltrán (Loquillo)
- Prensa e Internet: Javier Bauluz
- Deporte: Selección Española de Baloncesto

### XIV Edición (2010)
- Política: Alfredo Pérez Rubalcaba y Artur Mas
- Trayectoria: ONCE y su Fundación
- Música: Miguel Ríos
- Flamenco: Estrella Morente y José Mercé
- Canción catalana: Raimon
- Innovación: Laboratorios Avène del grupo farmacéutico Pierre Fabre
- Empresa: Peugeot
- Cine: Luis Tosar
- Televisión: David Janer y Christian Gálvez
- Radio: Albert Castillón
- Radio de las Comunidades: Jordi Basté
- Ciencia: Borja Corcóstegui
- Solidaridad: Fundación Esther Koplowitz
- Deporte: Íker Casillas y Andrés Iniesta

### XIII Edición (2009)
- Política: Josep Antonio Durán Lleida
- Una vida: Joan Manuel Serrat
- Música: David Bisbal
- Cantautora: Marina Rossell
- Empresa: Antonio Brufau presidente de Repsol
- Cine: Isabel Coixet
- Literatura: Francisco González Ledesma
- Teatro: Arturo Fernández
- Televisión: Alfonso Arús
- Prensa: Lecturas
- Moda: Manuel Mota
- Gastronomía: Carlos Avellán
- Humanitario: Judit Mascó
- Deporte: Marta Domínguez

### XII Edición (2008)
- Política: Carme Chacón
- Valores humanos: Jesús Neira Rodríguez
- Deporte: Lionel Messi
- Música: Pitingo
- Actualidad: Servicios informativos de Televisión Española
- Literatura: Chufo Lloréns
- Periodismo: La contra de La Vanguardia
- Empresa: Obra Social de La Caixa
- Teatro: Paco Morán
- Empresa: Avène, de laboratorios Pierre Fabré
- Televisión: El comisario
- Radio: Antoni Bassas
- Premio Especial: Palacio de la Música Catalana de Barcelona

### XI Edición (2007)
- Cine: Belén Rueda
- Empresa: Gas Natural
- Fútbol: Raúl Tamudo
- Investigación y ciencia: Pedro Cavadas
- Literatura: Matilde Asensi
- Motor: Jorge Lorenzo
- Política: Josu Jon Imaz
- Radio: Félix Madero
- Televisión: Polònia
- Trayectoria deportiva: Severiano Ballesteros
- Trayectoria humana y artística: Josep Carreras
- Artista revelación del año: Shaila Dúrcal

### X Edición (2006)
- Arte: Las edades del hombre
- Cine: Ana Fernández
- Comunicación: Emilio Aragón
- Deportes: Pepu Hernández
- Empresa: Unión Fenosa
- Literatura: José Luis Sampedro
- Moda: Rosa Clarà y Custo Dalmau
- Música: David Bisbal
- Política: Juan Carlos Rodríguez Ibarra y José Bono
- Radio: Ramón García
- Solidaridad: Vicki Sherpa
- Teatro: Pepe Sancho
- Televisión: Informe semanal
- Toros: Enrique Ponce
- Artista revelación del año: Concha Buika

### IX Edición (2005)
- Arte: Carmen Cervera
- Cine: Fernando León de Aranoa
- Comunicación: Iñaki Gabilondo
- Danza: Ángel Corella
- Deportes: Joane Somarriba
- Empresa: Grupo Borges
- Humor: José Corbacho
- Investigación y ciencia: María Ángeles Durán
- Literatura: Julia Navarro
- Música: Joaquín Sabina
- Política: Adolfo Suárez
- Teatro: José Sacristán
- Televisión: Aída

### VIII Edición (2004)
- Cine: Fernando Tejero
- Concordia: El Pueblo de Madrid
- Deportes: Ronaldinho
- Empresa: Hoteles Sol Melià
- Literatura: Carlos Ruiz Zafón
- Música: Estopa
- Periodismo: Rosa María Calaf
- Política: María Teresa Fernández de la Vega
- Radio: Gemma Nierga
- Teatro: Josep María Flotats
- Televisión: 7 vidas

### VII Edición (2003)
- Cine: Laia Marull y Luis Tosar (actores de la película Te doy mis ojos)
- Concordia: Los padres de la Constitución española de 1978
- Deportes: Dani Pedrosa
- Empresa: Swarovski
- Gastronomía: Ferran Adriá
- Humor: Antonio Mingote
- Literatura: Antonio Muñoz Molina
- Música: Joan Manuel Serrat, Pasión Vega y Julio Iglesias
- Periodismo: Alí Lmrabet
- Política: Jordi Pujol
- Radio: El jardín de los bonsáis
- Teatro: Antonio Canales
- Televisión: Las noticias del guiñol

### VI Edición (2002)
- Arte: Josep Maria Subirats
- Cine: Ricardo Darín
- Deporte: Carles Puyol
- Empresa: Pierre Fabre Dermocosmética
- Justicia: Baltasar Garzón
- Literatura: Luis Mateo Díez
- Moda: Paco Flaqué
- Música: Rosario Flores
- Periodismo: Matías Prats Luque
- Política: Juan Carlos Rodríguez Ibarra
- Teatro: Lola Herrera
- Televisión: Imanol Arias, Ana Duato y María Galiana (actores de la serie Cuéntame como pasó)

### V Edición (2001)
- Arte: Las Edades del Hombre
- Cine: Alejandro Amenábar
- Deporte: Óscar Freire Gómez
- Empresa: Codorniú
- Medicina: Alejandro Rojas-Marcos
- Música: Café Quijano
- Periodismo: Gorka Landáburu
- Política: María San Gil
- Solidaridad: Mujeres de Afganistán
- Televisión: El Mundo TV